# SM U-12 (1910)
SM U-12 – niemiecki okręt podwodny typu U-9 zbudowany w Kaiserliche Werft w Gdańsku. Wodowany 6 maja 1910 roku, wszedł do służby w Cesarskiej Marynarce Wojennej 13 sierpnia 1911 roku, a jego dowódcą został kapitan Walter Forstmann. U-12 w czasie czterech patroli zatopił 1 statek oraz jeden okręt wojenny. Pierwszy okręt podwodny, który został użyty do transportu samolotu.

## Służba
9 listopada 1914 U-12 jako pierwszy niemiecki okręt podwodny wszedł do zdobytego portu Zeebrugge. W czasie patrolu bojowego na Morzu Północnym, u wybrzeży Kentu, na płyciźnie Downs, 11 listopada 1914 roku zatopił następnie torpedą brytyjski trałowiec (dawną kanonierkę torpedową) HMS „Niger” o wyporności 810 ton (zginęło 15 członków załogi). 
Pilot Friedrich von Arnauld de la Perière oraz kapitan Walter Forstmann w końcu 1914 roku rozpoczęli eksperymenty nad zwiększeniem zasięgu bojowego samolotów. Wedle ich pomysłu okręt podwodny miał przetransportować przyczepiony do swojego pokładu wodnosamolot do wybrzeży Anglii, gdzie samolot miał wystartować, wykonać zadanie bojowe nad terytorium wroga i powrócić do bazy u wybrzeży Belgii. 15 stycznia 1915 roku U-12 opuścił bazę w Zeebrugge z zamocowanym na pokładzie wodnosamolotem Friedrichshafen FF.29. Friedrich von Arnauld de la Perière wykonał lot wzdłuż angielskiego wybrzeża i powrócił do bazy w Belgii.  
W czasie kolejnego patrolu u wybrzeży Szkocji U 12 został zauważony przez brytyjski trawler rybacki, po czym brytyjskie okręty rozpoczęły jego poszukiwania. 9 marca 1915 zatopił on statek „Aberdon” (1005 BRT) płynący z ładunkiem węgla do Aberdeen. 10 marca 1915 roku po godz. 10 U 12, płynący na powierzchni, został wykryty przez trzy niszczyciele 1 Flotylli Niszczycieli: HMS „Ariel”, „Acheron” oraz „Attack”. W czasie próby zanurzenia, U-12 został staranowany przez HMS „Ariel”. Po wypłynięciu uszkodzony okręt został ostrzelany przez wszystkie trzy niszczyciele i zatopiony, w rejonie pozycji 56°15′N 1°56′W/56,250000 -1,933333. Zginęło 19 członków załogi, w tym dowódca kapitan Hans Kratzsch. 10 niemieckich marynarzy zostało uratowanych i wziętych do niewoli. Sam „Ariel” odniósł uszkodzenia od taranowania i został odholowany do bazy, po czym wyremontowany. U 12 był pierwszym okrętem podwodny zatopionym samodzielnie przez niszczyciele brytyjskie.
W styczniu 2008 roku nurkowie Jim MacLeod i Martin Sinclair odkryli wrak U-12 około 25 mil od Eyemouth, Berwickshire w hrabstwie Scottish Borders. 

## Dowódcy
- kpt. mar Walter Forstmann (1914 - 9 lutego 1915)[3]
- kpt. mar Hans Kratzsch (9 lutego 1915 - 10 marca 1915†)[4]